# Stanisław Fryźlewicz
Stanisław Fryźlewicz [výsl. přibližně stanisuaf frižlevič] (* 8. dubna 1944 Nowy Targ) je bývalý polský hokejový obránce.  Po skončení aktivní kariéry působil jako trenér týmu Podhale Nowy Targ.

## Hráčská kariéra

### Klubová kariéra
V polské lize hrál za tým Podhale Nowy Targ (1960-1962) a (1968-1975), HC Legia Warszawa (1966-1967) a ŁKS Łódź (1963-1965). V polské lize nastoupil ve 345 utkáních a dal 85 gólů. Je šestinásobným vítězem polské ligy.

### Reprezentační kariéra
Polsko reprezentoval na olympijských hrách v roce 1972 a na 7 turnajích mistrovství světa v letech 1967, 1969, 1970, 1971, 1972, 1973 a 1974. Celkem za polskou reprezentaci nastoupil v letech 1967-1974 ve 135 utkáních a dal 10 gólů.